# Porciúncula (igreja)
Porciúncula (em italiano:  Porziuncola) é uma pequena igreja fora de Assis, na fracção comunal de Santa Maria degli Angeli, atualmente contida dentro de uma basílica muito maior, a Basílica de Santa Maria dos Anjos, construída para proteger e venerar a tradição da pequena igreja. 
É o lugar mais sagrado da Ordem Franciscana. Ali morreu Francisco de Assis.
Segundo a tradição, a Porciúncula foi construída no século IV, por eremitas provenientes da Palestina. Em 576, foi assumida por São Bento e seus monges.
A Porciúncula foi a terceira igreja restaurada por São Francisco, depois de ter tido um sonho no qual ouviu o chamado de Deus para "reconstruir a sua igreja".